# Optimism-bias
Optimism-bias är människans tendens att överskatta sannolikheten att uppleva positiva händelser och underskatta sannolikheten att uppleva negativa händelser. Det definieras av skillnaden mellan en persons förväntningar och det verkliga resultatet. Det betyder att om förväntningarna är bättre än verkligheten är det en optimistisk bias, om verkligheten är bättre än förväntningarna är det en pessimistisk bias. Den forskning som gjorts visar att majoriteten av befolkningen (ca 80%) uppvisar en optimism bias.

## Bakgrund

### Vad är bias?
Bias är en systematiskt snedvriden syn på omvärlden som vanligen är oundviklig och omedveten. Evolutionärt kan bias ses som en begränsning i hjärnans utformning som evolutionen överlevt evolutionsprocessen. Det är samtidigt möjligt enligt evolutionspsykologin att bias har utvecklats evolutionärt på grund av de överlevnadsfördelar bias medger. Det betyder i så fall att bias inte är ett designfel utan ett framsteg. Fara, samarbete mellan och med andra, attraktion hos framtida partners är endast några få saker som bias har påverkat under evolutionen. Kahneman definierar heuristik som “a simple procedure that helps find adequate, though often imperfect, answers to difficult questions”. Kognitiva biases och heuritics kan uppfattas som att de överlappar varandra men så är det inte, deras relation till varandra däremot är mycket nyanserad, Tversky och Kahneman definierar förhållandet mellan heuristics och biases “… cognitive biases that stem from the reliance on judgmental heuristics”. I sin bok skrev Gonzales (2017) om definitionen Amos Tversky och Kahneman hade gjort som “Heuristics are the ‘shortcuts’ that humans use to reduce task complexity in judgment and choice, and biases are the results gaps between normative behavior and the heuristically determined behavior”.

### Vad är optimism-bias?
Optimism-bias är mycket vanligt och överskrider kön, etnicitet, nationalitet och ålder. Detta trots prevalensen av nyheter med pessimistiskt innehåll om bland annat arbetslöshet, politik och klimatet. Människor kan fortfarande vara överoptimistiska kring sin egen personliga framtid, vilket kan leda till katastrofala felberäkningar som minskad sannolikhet att öppna ett sparkonto eller använda solkräm. Enligt S.E. Taylor och J.D. Brown hade mentalt friska personer orealistiskt positiv självuppfattning medan personer som led av mental ohälsa uppfattar sig själva mer realistiskt. Denna bias har även upptäckts bland djur som råttor och fåglar.

## Exempel

### Studielån
Ett klassiskt exempel av optimistisk bias är dess bidrag till ackumulationen av studielånsskulder. I en undersökning av psykologiforskarna H.G.W. Seaward och S. Kemp fick 230 nyzeeländska universitetsstudenter svara på en enkät. Resultaten från enkäten visade att studenterna förväntade sig att ha betalat tillbaka studielånen inom tio år även om statistiken visade att studenter i genomsnitt behövde mycket längre tid innan de var skuldfria. De bedömde vanligtvis sin chans att få ett bättre betalt arbete högre än sina klasskamraters chanser och bedömde sina förhoppningar om att hitta ett jobb över huvud taget som mer än sannolikt. Resultaten från svaren visade att studenterna verkar vara orealistisk optimistiska. Dessutom visade den att studerandes förhoppningar om sin egen inkomst efter examen, den genomsnittliga studentens inkomst och inkomsten tio år efter examen korrelerade till hur stora studielån de tog. Seward och Kemp föreslog att optimism-bias gör att studerande tar större studielån eftersom studenten förväntar sig en högre inkomst vad de faktiskt får efter examen.

### Covid-19
Ett relevant exempel på optimism bias kopplat till den rådande pandemin är L.K. Globig, B. Blain och T. Sharots undersökning av hur människors optimism påverkas inför ett hot som covid-19. Responsen utgår från en uppskattning av risken att utsättas för smitta. Forskarna undersökte därför hur amerikaner vid två tidpunkter ställde sig inför hotet av covid-19. Det som upptäcktes var en paradoxal tvåfaldig tendens att vara optimistisk om sin egen infektionsrisk (privat optimism) och samtidigt vara pessimistisk om risken för andra att infekteras (offentlig pessimism). Associationen mellan privat optimism och positiv påverkan var relaterat till personens känsla av att ha kontroll över sin framtid. Studien visade att människor använde sig av skyddande beteende till förmån för andra. Undersökningen visade även att de flesta tror att de själva löper mindre risk att få covid-19 än andra i deras egen ålder och av samma kön vilket är ett typexempel på optimism-bias.

## När förekommer optimism-bias?
Denna bias finns med i människors vardagliga liv. Optimism-bias dyker vanligen upp i situationer som är kontrollerbara och när personer har stereotypa bilder av personer som är relaterade till den aktuella situationen (Weinstein, 1980). Denna bias uppkommer vanligen när personer jämför sig själva med grupper som “den genomsnittliga personen”. Det är mindre vanligt att optimism-bias uppkommer när jämförelsen är mer individuell, som med en vän. Människor har även en optimistisk bias om sitt eget riskbeteende som dieter och alkoholkonsumtion. Optimism-bias förekommer i alla åldrar och socioekonomiska statusar. Alla kan bli påverkade av optimism-bias, även experterna. När människor sätts i situationer där mycket står på spel för vår karriär/lycka/hälsa kan optimism-bias göra att man ignorerar viktig information som kan påverka besluten. Det är nödvändigt att ha viss optimism, men ens projekt, företag, hälsa, ekonomi och klimatet kan äventyras på grund av optimism-bias. Det som måste ske är att man behöver lära sig känna igen när optimismen fördunklar ens omdöme och det finns sätt att lära sig känna igen denna bias.

### Motverka och hantera optimism-bias
Kahneman föreslår i sin bok Tänka snabbt och långsamt två tillvägagångssätt för att förmildra optimism-bias inflytande över människors beslutsfattande. Han föreslår att ta en “outside view” (utomstående syn på problemet) och en “premortem approach”. Optimism-bias gör att vi vid många tillfällen överskattar vår förmåga eller vår kontroll. Kahneman beskriver “The planning fallacy” som ett fenomen som innebär att man antar att man kommer blir klar med någonting mycket snabbare än vad det egentligen tar att bli klar. För att kunna motverka denna tendensen föreslår Kahneman att man skall leta efter “basbedömningar”. Basbedömningar är existerande statistik man kan använda sig av för att hitta kvantitativ information som kan hjälpa ens bedömningar. Kahneman föreslår tre steg för att motverka och hantera biases:
- Identifiera en lämplig referensgrupp - en generell grupp att placera uppgiften i.
- Hitta statistik för referensgrupp - basbedömningar, hitta statistik på hur lång tid det brukar ta att slutföra uppgiften.
- Använd specifik information om uppgiften för att kunna justera tidsplaneringen.

De flesta av dessa stegen har med tidplanering att göra men de kan vara mycket nödvändiga för att hantera ens förväntningar och bekämpa optimism bias. Kahnemans andra strategi för att hantera optimism bias är att använda sig av “premortem approach”. Det innebär att man ska från början försöka hitta fel med projektet. Det leder till att man undersöker och överväger olika negativa resultat, vilket göra att man motarbetar över självsäkerhet.

## Depression realism och overconfidence effekt
Det uppskattas att ca 80% av  världens befolkning upplever optimism bias, men vad upplever då resterande 20% av befolkningen? Den grupp människor som ej uppvisar optimism-bias led av depression, det de upplever kallas för depression realism. Människor som led av mild depression hade en tendens att ej ha en bias när de förutsåg framtiden medan personer med svår depression hade en tendens att tro att framtiden skulle bli värre än hur det verkligen blev, mentalt friska däremot överskattade hur bra framtiden skulle bli jämfört med hur den egentligen blev. Depression realism gör att individer kan dra mer realistiska slutsatser och inte vara så påverkade av optimism bias som alla andra är.
Overconfidence effekt är en bias som innebär att en persons subjektiva självförtroende till sin egen förmåga är större än deras objektiva självförtroende. Overconfidence effekt mäts genom att individer får svara på några generella frågor. Individerna tillfrågas om de kan uppskatta hur självsäkra de är på en skala. Overconfidence mäts genom att räkna ut poängen för individens genomsnittliga självsäkerhetsuppskattning i relation till andelen korrekt besvarade frågor. Det finns många exempel på problem som uppstår på grund av overconfidence, t.ex. överdrivet risktagande och att handla för mycket (aktier, fonder m.m). Det kan även vara entreprenörer som startar i en bransch med mycket små chanser att lyckas vilket tyder på en tendens av overconfidence effekt och optimism bias.

### Uppmärksamhet
Människans uppmärksamhet är mycket begränsad vilket gör att vi måste välja hur vi fördelar våra resurser korrekt. Människor har en begränsad mängd kvalitativt tänkande per dag. Optimism bias kan göra att vi väljer att använda den delen tänkande på “fel saker”. Du kanske väljer att öppna ett aktiekonto tack vare din optimism bias men istället för att lägga den tiden på lära dig det som kommer på ditt prov har du lagt din begränsade mängd tänkande på att förstå aktiemarknaden. Optimism bias kan förblinda dig.

## Evolution och optimism bias
Människor har många egenskaper som kan ledas tillbaka till evolutionen. Om en egenskap hjälpte överlevnad och förökning fick den egenskapen blir fortsatt ärvd till nästa generation. Som utomstående kan det tyckas att realister är mer framgångsrika än optimister, men eftersom optimism är en egenskap som får stanna kvar genom generationer uppvisar det en mycket tydlig funktionell egenskap för mänskligheten. Ekonomiforskarna Heifetz och Spiegel förklarar att optimism ändrar spelreglerna och tvingar motståndaren att ändra sitt normalläge, vilket kan vara till fördel för optimismen. Heifetz och Spiegel gjorde en undersökning där de stimulerade en evolutionär miljö med individer som hade olika grader av optimism. Deras resultat visade att när en individ som saknade optimism hamnade i konflikt med någon som har optimism, är det optimisten som driver konflikten. Deras optimism bias för deras resultat leder till att de är mer aggressiva och dominanta i konflikten.
Forskaren Tali Sharot föreslår i sin bok att det är tack vare optimism bias som människans förfäder vågade lämna sina stammar och ge sig ut i världen. Optimism bias kan vara anledningen till att vi lever i hus och inte i grottor.

## Politik
Optimism bias påverkar inte politik i samma utsträckning som t.ex. confirmation bias gör. Optimism bias har med förväntningarna att göra med, vilket påverkar alla sidor. Optimism bias kan påverka budgetar mycket. Det är på grund av att personen som planerar ett projekt alltid tror att det kommer ta kortare tid än vad det egentligen gör, vilket leder till att projektet blir dyrare än tänkt från början. Ett stort bekymmer för vår planet är klimatet. Klimatpolitiken ser mycket olika ut i olika ideologier. Optimism bias påverkar responsen till klimatförändringar. Optimism bias gör att vi har en tendens att tro dåliga saker endast händer andra och inte oss själva. Klimatkrisen kommer inte att inte påverka en själv. Det har upptäckts att människor som är skeptiska till klimatförändringar har på grund av optimism bias känt mindre skuld, upplevt mindre ansvar och gjort färre beteendeförändringar.